# Браник
Браник (словен. Branik, итал. Rifembergo) је насељено место у општини Нова Горица, Горишка регија, Словенија.

## Историја
До територијалне реорганизације у Словенији био је у саставу старе општине Нова Горица.

## Становништво
На попису становништва из 2011. године, Браник је имао 960 становника.
| Број становника према пописима | Број становника према пописима | Број становника према пописима | Број становника према пописима | Број становника према пописима | Број становника према пописима | Број становника према пописима | Број становника према пописима |
| ------------------------------ | ------------------------------ | ------------------------------ | ------------------------------ | ------------------------------ | ------------------------------ | ------------------------------ | ------------------------------ |
| 1948                           | 1953                           | 1961                           | 1971                           | 1981                           | 1991                           | 2002                           | 2011                           |
| 956                            | 1.022                          | 972                            | 953                            | 927                            | 1.000                          | 1.000                          | 960                            |

Напомена: Године 1948. исказивано под именом Рихемберк. Године 1953. увећано за насељено место Брје (Ајдовшчина), а затим смањено за делове насеља Жуљи, Касовље, Кодрови, Мартини, Михељи, Можини, Мост, Нечилец, Печенкови, Свети Мартин, Фурлани и Цинки од којих је поново формирано ново насељено место Брје (Ајдовшчина), у којем је 1953. садржао податке за назначене делове насеља. Такође, 1953. повећано за насеље Сподња Браница, а затим смањено за део насеља под именом Сподња Браница, које је поново постало самостално насеље, које је садржало податке 1953. године. После пописа из 1953. смањено за делове насеља Пекел, Постаја Стеске и Стеске, који су проглашени за ново самостално насеље Стеске, које је садржало податке 1948. и 1953. Године 2011. умањено за део насеља који је проглашен за самостално насеље Педрово, који садржи податке из 1948-2011.

#### Територијална организација и припадност насеља
| Браник         | Браник              | Браник                       | Браник |
| Пописна година | Држава / Република  | Окрај (срез) / Општина       | Насеља и делови насеља (број становника) |
| -------------- | ------------------- | ---------------------------- | --- |
| 1948           | ФНРЈ / НР Словенија | Горица / МНО Рихемберк       | Рихемберк (956) |
| 1953           | ФНРЈ / НР Словенија | Горица / Општина Браник      | Браник (1.022): Бирси (64), Бизјаки (38), Бритоф (138), Цветрож (89), Грижник (7), Хмељаки (30), Кључ (21), Корп (34), Лојеви (24), Месарји (32), Миклави (161), Педрово (52), Подчук (10), Пољане (7), Рибник (29), Шкрбчи (31), Табор (20), Вас (187), Видмаршче (30), Заград (10), Згоње (8) |
| 1961           | ФНРЈ / НР Словенија | Горица / Општина Нова Горица | Браник (972) |
| 1971           | СФРЈ / СР Словенија | Нова Горица                  | Браник (953) |
| 1981           | СФРЈ / СР Словенија | Нова Горица                  | Браник (927) |
| 1991           | СФРЈ / СР Словенија | Нова Горица                  | Браник (1.000) |
| 2002           | Словенија           | Нова Горица                  | Браник (1.000) |
| 2011           | Словенија           | Нова Горица                  | Браник (960) |

## Галерија
- поглед на Браник
- дворац Рихемберк
- табла на улазу
- засеоци Бирси i Цветрож
- железничка станица